# Stanley Fung
Stanley Fung, de son vrai nom Fung Shui-fan (馮淬帆, né le 1er juin 1945) est un acteur et réalisateur taïwanais d'origine hongkongaise, surtout connu pour ses comédies dans les années 1980 avec les Lucky Stars.
Né dans une famille de chanteurs d'opéra cantonais, il arrive à Hong Kong en 1949 avant la proclamation de la république populaire de Chine. En 1959, son père retourne cependant au Guangdong et disparait lors de la révolution culturelle en 1966.
Il commence sa carrière d'acteur à la télévision en 1965 pour la chaîne Asia Television (en) avant de rejoindre TVB en 1968 puis Commercial Television (en) en 1976.
Juste avant la rétrocession de Hong Kong à la Chine en 1997, il s'exile à Taïwan et quitte le cinéma jusqu'en 2004. Il vit aujourd'hui à Linkou à Nouveau Taipei, se prononçant cependant fortement contre l'indépendance de Taïwan et pour la réunification avec la Chine, malgré son anticommunisme affiché.

## Filmographie
- Our Time Will Come (2017)
- Edge of Innocence (2017)
- Buddy Cops (2016)
- Robbery (2015)
- Little Big Master (2015)
- ATM (2015)
- Mortician (2013)
- I Love Hong Kong 2013 (2013)
- Tai Chi Hero (2012)
- Tai Chi 0 (2012)
- Marrying Mr. Perfect (2012)
- I Love Hong Kong 2012 (2012)
- I Love Hong Kong (2011)
- Vengeance (2009)
- Accident (2009)
- Hooked On You (2007)
- Love Is a Many Stupid Thing (2004)
- How to Meet the Lucky Stars (1996)
- Thrilling Story (1993)
- Ghost in Me (1992)
- Spiritually a Cop (1991)
- Devil's Vindata (1991)
- The Gambling Ghost (1991)
- Ghost Punting (1991)
- Family Day (1990)
- Blood Stained Tradewinds (1990)
- The Inspector Wears Skirts 3 (1990)
- Haunted Jail House (1990)
- Look Out, Officer! (1990)
- Ghostly Vixen (1990)
- The Musical Vampire (1990)
- The Romancing Star 3 (1989)
- The Iceman Cometh (1989)
- Return of the Lucky Stars (1989)
- They Came to Rob Hong Kong (1989)
- The Inspector Wears Skirts 2 (1989)
- Vampire Buster (1989)
- Armageddon (1989)
- The Crazy Companies 2 (1988)
- The Inspector Wears Skirts (1988)
- The Crazy Companies (1988)
- Love Soldier of Fortune (1988)
- Dragons Forever (1988)
- The Romancing Star 2 (1988)
- Figures from Earth (1988)
- Watch Out (1988)
- Yes, Madam 2 (1988)
- Bet on Fire (1988)
- The Dragon Family (1988)
- Shyly Spirit (1988)
- How to Pick Girls Up (1988)
- Call Girl 1988 (1988)
- The Romancing Star (1987)
- Le Retour de Mr. Vampire (1986)
- The Lunatics (1986)
- Where's Officer Tuba? (1986)
- Pom Pom contre-attaque (1986)
- Sweet Surrender (1986)
- Le Flic de Hong Kong 3 (1986)
- Le Flic de Hong Kong 2 (1985)
- Those Merry Souls (1985)
- Le Flic de Hong Kong (1985)
- Unforgettable Fantasy (1985)
- United We Stand (1984)
- My Darling Genie (1984)
- Intellectual Trio (1984)
- Owl vs. Dumbo (1984)
- Pom Pom (1984)
- Radio Tycoon (1983)
- Mad Mad 83 (1983)
- Oh! My Cops (1983)
- Le Gagnant (1983)
- No One Is Innocent (1981)
- In Love and War (1981)
- Security Unlimited (1981)
- To Hell with the Devil (1981)
- Don't Look Now (1980)
- The Twins (1979)
- The Proud Youth (1978)
- The Return of the Condor Heroes (1976)
- Lover's Destiny (1975)
- Bruce: Hong Kong Master (1975)
- The Deadly Duo (1971)
- Mad Killer (1971)
- The Comet Strikes (1971)
- The Singing Killer (1970)
- The Prodigal (1969)
- Wise Wives and Foolish Husbands (1969)
- The Joys and Sorrows of Youth (1969)
- Young, Pregnant and Unmarried (1968)
- Right to Love (1968)
- Won't You Give Me a Kiss? (1968)
- To Rose with Love (1967)